# Чишма (село, Муслюмовский район)
Чишма — село в Муслюмовском районе Татарстана. Входит в состав Уразметьевского сельского поселения.

## География
Находится в восточной части Татарстана на расстоянии приблизительно 21 км на восток-северо-восток по прямой от районного центра села  Муслюмово.

## История
Основано в 1930-х годах.

## Население
Постоянных жителей было: в 1949 - 125, в 1958 - 353, в 1970 - 282, в 1979 - 145, в 1989 - 91, 50 в 2002 году (татары 98%), 29 в 2010.